# 雷以仁
雷以仁（？—？），字育卿，湖廣荊州府夷陵州人，軍籍，明朝政治人物。

## 生平
嘉靖三十一年（1552年）壬子科湖廣鄉試第四十一名舉人。嘉靖三十八年（1559年）中式己未科會試第二十六名，三甲第一百九十七名進士。隆慶五年任江西吉安府知府，萬曆元年（1573年）改任河南府知府，万历六年（1578年）九月升山东副使兼管马政屯田，九年四月升山东右参政，依旧兵备永平，十年十一月升按察使，十一年三月升右布政使。

## 家族
曾祖雷清；祖父雷春；父雷霖，母陳氏。慈侍下。弟以信。